# Saison 1981-1982 du Football Club auscitain
La saison 1981-1982 du Football Club auscitain est la première saison en groupe B (deuxième niveau de compétition) après 4 saisons consécutives dans l’élite.
L’équipe remonte immédiatement en groupe A après avoir atteint les demi-finales de son championnat (défaite contre Aire sur Adour de Jean-Bernard Duplantier).
Auch termine 43e club national.
L'équipe évolue cette saison sous les ordres de l’entraîneur Marceau Ambal.

## Effectif
- Arrières : William Marty, Vincent Romulus
- Ailiers : Santin, Patrick Franch, Philippe Lombardo
- Centres : Patrick Lafferière, Coma
- Ouvreurs : Dall’Ava
- Demis de mêlée : Gilles Boué, Henri Cazaubon
- Troisièmes lignes centre : Claude Sénac
- Troisièmes lignes ailes : Nart, Anty
- Deuxièmes lignes : Jean-Pierre Dorique, Ravier, Botarini, Ventura
- Talonneurs : Jean Bortolucci, Sdrigotti
- Piliers : Lapeyre, Marc Ducousso, Bona

+ Fourcade, Cadot, Sciolla, Duffort, Santin